# 马列—革命团体
马列—革命团体（挪威語：ML-gruppa Revolusjon）是挪威的一个小型共产主义组织，由马列主义联盟的前成员于1987年建立。该组织信奉霍查主义和反修正主义，而且是霍查主义国际政党组织马列主义政党和组织国际会议 (团结和斗争)的成员。
该组织出版杂志《革命！》。目前，该组织与其他马克思列宁主义组织以及独立人士合作，主要是工人共产党的一些前成员和原工人共产党的学生翼挪威共产主义学生联盟，计划通过名为“共产主义纲领”的平台建立一个新的共产党。